# 笹尾根
笹尾根（ささおね）は、多摩川水系の秋川（南秋川）と、相模川水系の鶴川の間に連なる尾根の名称である。多摩川水系と相模川水系の分水嶺で、標高1000m前後の山々が続く。東京都と山梨県の境界となっており、広義には東京都と神奈川県の境界となる区間を含む。

## 範囲
- 狭義では槇寄山から浅間峠まで
- 広義では三頭山から高尾山まで

## 笹尾根の山と峠
- 三頭山 (1,531m)
- 槇寄山 (1,188.2m)
- 笹ヶタワノ峰 (1,121m)
- 丸山 (1,098.3m)
- 土俵岳 (1,005.2m)
- 浅間峠 (840m)
- 熊倉山 (966m)
- 三国峠 (960m)
- 生藤山 (990.3m)
- 連行峰 (1,016m)
- 醍醐丸 (867m)
- 和田峠 (690m)
- 陣馬山 (854.8m)
- 明王峠 (738.9m)
- 堂所山 (731.0m)
- 景信山 (727.1m)
- 小仏峠 (548m)
- 城山 (670.3m)
- 高尾山 (599.30m)